# 강릉 운파 고택
강릉 운파 고택(江陵 雲波 古宅)은 대한민국 강원특별자치도 강릉시 죽헌동에 있는 일제강점기의 건축물이다. 1985년 1월 17일 강원특별자치도의 문화재자료 제56호로 지정되었다.

## 개요
1913년경 세운 집으로 안채와 사랑채가 ㅁ자형을 이루고 있다.
안채는 앞면 4칸·옆면 2칸 규모의 건물로, 지붕은 옆면에서 볼 때 여덟 팔(八)자 모양을 한 팔작지붕이다. 앞·뒤 2열로 공간이 나뉜 겹집이며 각각 3칸씩 방을 두었다.
사랑채는 안채로 통하는 대문 옆에 물품을 보관하던 마루방을 두었다. 마루방 뒤쪽에도 방을 조성하고, 건물의 바깥쪽으로는 툇마루를 설치하여 각 방으로 출입이 쉽도록 연결해 주고 있다.

## 명칭 변경
1985년 1월 17일 강원도의 문화재자료 제56호 강릉 김덕래 가옥(江陵 金德來 家屋)으로 지정되었다가, 2017년 11월 17일 현재의 명칭으로 변경되었다.

## 참고 자료
- 강릉 운파 고택 - 국가유산청 국가유산포털